# هجمات انتحارية بغداد-المقدادية أبريل 2009
حدث هجومان انتحاريان منفصلان في بغداد والمقداديية في 23 أبريل/نيسان 2009. وتشير المعلومات إلى أن ما لا يقل عن ستة وسبعين شخصًا لقوا حتفهم في الهجمات، بما في ذلك عدد من الزوار الإيرانيين. وتشير صحيفة لوس أنجلوس تايمز إلى أن عدد القتلى بلغ تسعة وسبعين. ويعتقد أن معظم القتلى الثمانية والأربعين في المقدادية قرب بعقوبة بمحافظة ديالى كانوا من الرعايا الإيرانيين. وبحسب هيئة الإذاعة البريطانية (بي بي سي)، إذا تأكد عدد القتلى، فإن هذه الهجمات كانت الأكثر فتكًا في عام 2009.

## الهجمات

### بغداد
من المعروف أن ما لا يقل عن ثمانين شخصًا لقوا حتفهم في بغداد عندما فجرت امرأة حزامًا ناسفًا. وقيل إن الشرطة كانت تساعد وتدير المساعدات للمشردين في ساحة باسل في منطقة الوحدة. وأصيب أكثر من خمسين شخصًا في الهجوم. قُتل ما لا يقل عن ستة من ضباط الشرطة الوطنية، ووصف أحد ضباط الشرطة كيف نقل ثلاث جثث تعود لزملائه الذين كانت ملابسهم "مغطاة بالدماء". وكان من بين القتلى خمسة أطفال ومتطوعان من الهلال الأحمر. وقال عصام سليم، وهو أحد الناجين البالغ من العمر 35 عاماً والذي أصيب بشظايا أثناء انتظاره للحافلة: "استدرت عندما سقطت على الأرض ورأيت حريقاً كبيراً يندلع مع دخان أسود. كانت النساء والأطفال يبكون من الألم بجانبي في المستشفى. أصيب بعضهم بحروق". وقيل إن المشهد في أعقاب الهجوم كان مليئاً بالفوضى.

### المقدادية
قُتل ما لا يقل عن ثمانية وأربعين شخصاً، جميعهم باستثناء اثنين من الزوار الإيرانيين، وأصيب حوالي ثلاثة وستين آخرين عندما استهدف مطعم خانقين الجديد في المقدادية في الساعة 12:45.  توقف الإيرانيون لتناول الغداء أثناء توجههم إلى الحج إلى أحد المواقع الدينية الشيعية في بغداد. وقال الحاج كاظمي صادق (64 عاماً): "بينما كان النادل يقدم لنا الطعام وقع انفجار قوي وتحول المطعم إلى اللون الأسود، وأصبت بحروق في رأسي وصدري ويدي". تم هدم المطعم في أعقاب الهجوم.
وزار عبد الناصر المنتصر بالله، رئيس بلدية المنطقة الذي تولى منصبه مؤخرا، المستشفى المحلي، ووصف المشهد بأنه "كارثي" والهجوم بأنه قذر وجبان.

## الجناة
وقال المتحدث باسم قوات الأمن في بغداد اللواء قاسم الموسوي: "إنه انتحاري". ومن الواضح أن هذا يحمل بصمات القاعدة ". كما زعم مسؤولون عراقيون آخرون، وصحيفة لوس أنجلوس تايمز ، دون ذكر أي مصادر، أن تنظيم الدولة الإسلامية في العراق متورط في التفجيرات.

## رد فعل
وصفت صحيفة واشنطن بوست يوم 23 أبريل بأنه "اليوم الأكثر دموية في العراق هذا العام". وقالت وكالة رويترز للأنباء إن هذا اليوم "يبدو أنه الأكثر دموية في العراق منذ أكثر من عام" وتجاوز الهجوم الذي وقع في 11 ديسمبر/كانون الأول 2008 في كركوك وأسفر عن مقتل خمسين شخصاً.
وتبع هذه الهجمات في اليوم التالي هجومان انتحاريان آخران أسفرا عن مقتل ستين شخصًا في مسجد الكاظمية في بغداد.